# Massonnens
Massonnens es una comuna suiza del cantón de Friburgo, situada en el distrito de Glâne. Limita al norte con la comuna de Villaz-Saint-Pierre, al este con Villorsonnens, al sur con Le Châtelard, al suroeste con Grangettes y Vuisternens-devant-Romont, y oeste con Mézières.

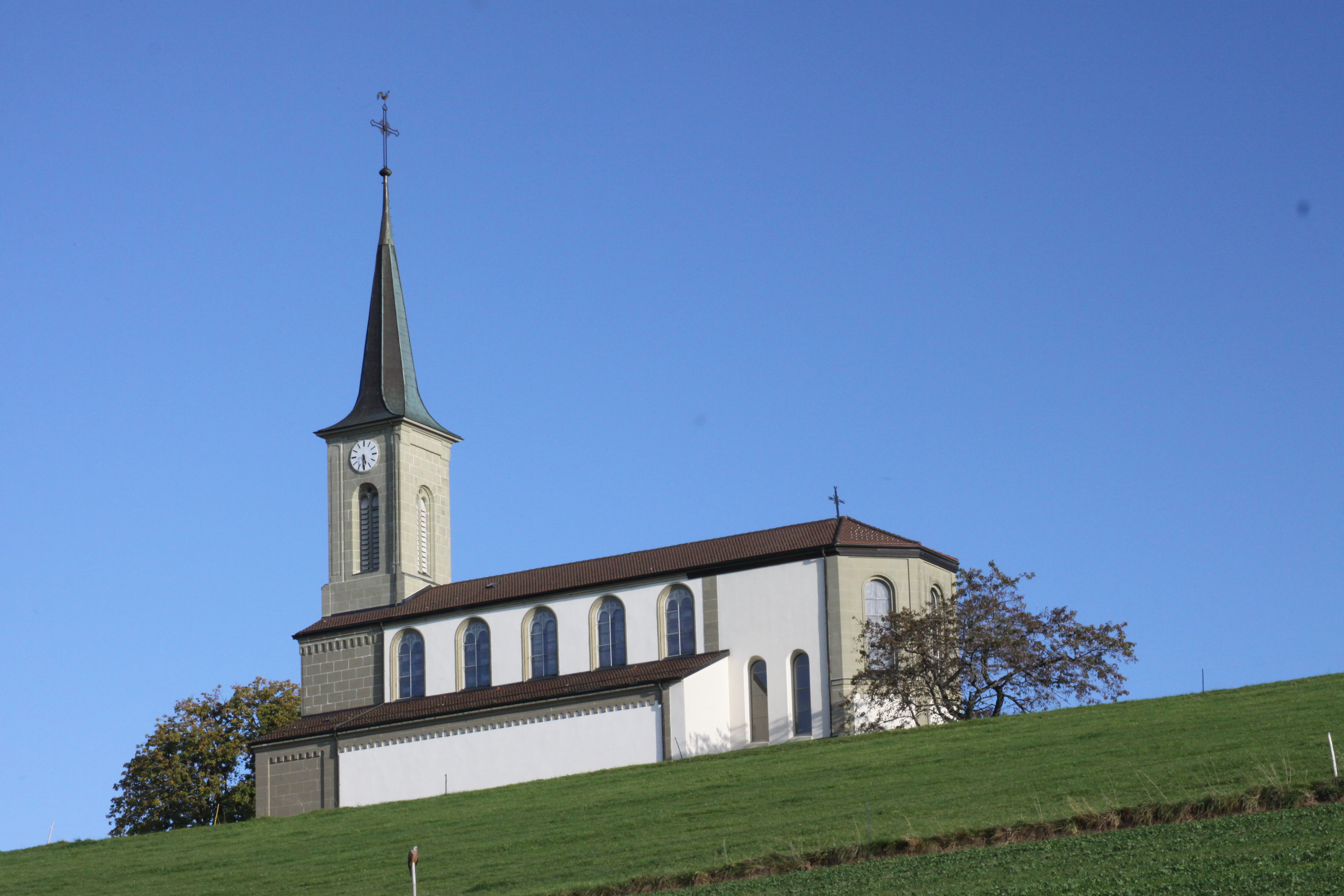
Iglesia de San Mauricio, Massonnens.